# Joseph Nguyễn Chí Linh

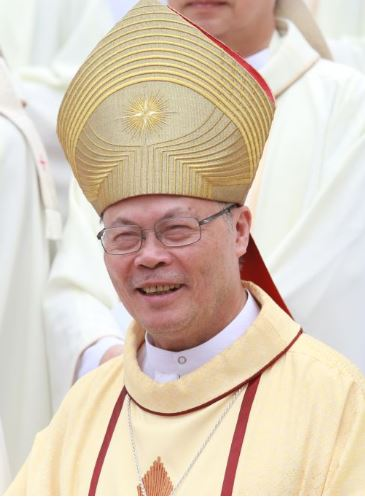
Joseph Nguyễn Chí Linh, 2018

Joseph Nguyễn Chí Linh (* 22. November 1949 in Ba Lang, Thih Giaia, Thanh Hóa, Vietnam) ist ein vietnamesischer römisch-katholischer Geistlicher und emeritierter Erzbischof von Huế.

## Leben
Joseph Nguyễn Chí Linh wuchs als Sohn christlicher Eltern in bescheidenen Verhältnissen auf. Er besuchte das Kleine Seminar in Nha Trang (1962–67), das Kolleg "Göttliche Vorsehung" in Huế (1967/68), das Kolleg "Guter Hirte" in Nha Trang (1968/70) und das Päpstliche Kolleg in Đà Lạt (1970/1977).
Aufgrund der politischen Ereignisse in seiner Heimat, musste er zu seiner Familie zurückkehren und 14 Jahre lang hart arbeiten, wobei er jedoch gleichzeitig als Praktikant in der Pfarrei Song My (Phan Tang, Ninh Thuan) tätig war. Am 20. Dezember 1992 empfing er die Priesterweihe für das Bistum Nha Trang. Danach war er drei Jahre lang Vikar in Phuoc Thien. Von 1995 bis 2003 studierte er am Institut catholique de Paris, wo er in Philosophie promoviert wurde.
Im November 2003 kehrte er in seine Heimatdiözese zurück. Bis zum Zeitpunkt seiner Ernennung zum Bischof war er als Professor am Großen Seminar in Nha Trang tätig.
Papst Johannes Paul II. ernannte ihn am 21. Mai 2004 zum Bischof von Thanh Hóa. Die Bischofsweihe spendete ihm der Bischof von Nha Trang, François Xavier Nguyên Van Thuân, am 4. August desselben Jahres. Mitkonsekratoren waren der Bischof von Lạng Sơn und Cao Bằng, Joseph Ngô Quang Kiệt, und der Bistum von Vinh, Paul-Marie Cao Ðình Thuyên.
Am 29. Oktober 2016 ernannte ihn Papst Franziskus zum Erzbischof von Huế.
Vom 23. Juli 2022 bis zum 27. Juni 2023 verwaltete er zusätzlich sein Heimatbistum Nha Trang während der Sedisvakanz als Apostolischer Administrator.
Papst Leo XIV. nahm am 24. Mai 2025 seinen altersbedingten Rücktritt an.